# Katzing (Gemeinde Rohrbach-Berg)
Katzing ist eine Ortschaft in der Gemeinde Rohrbach-Berg im Bezirk Rohrbach in Oberösterreich.

## Geographie
Katzing befindet sich im Norden der Gemeinde Rohrbach-Berg. Die Ortschaft umfasst 19 Adressen (Stand: 1. April 2020). Zu ihr gehören die Rotte Katzing, die Rotte Schwalsödt und der Einzelhof Neumühle. Sie liegt in den Einzugsgebieten des Krenbachs, des Schwalsödter Bachs und des Weichselbachs.

## Geschichte
Katzing wurde urkundlich erstmals im Jahr 1314 erwähnt. Bis zur Gemeindefusion von Berg bei Rohrbach und Rohrbach in Oberösterreich am 1. Mai 2015 gehörte die Ortschaft zur Gemeinde Berg bei Rohrbach.

## Kultur und Sehenswürdigkeiten

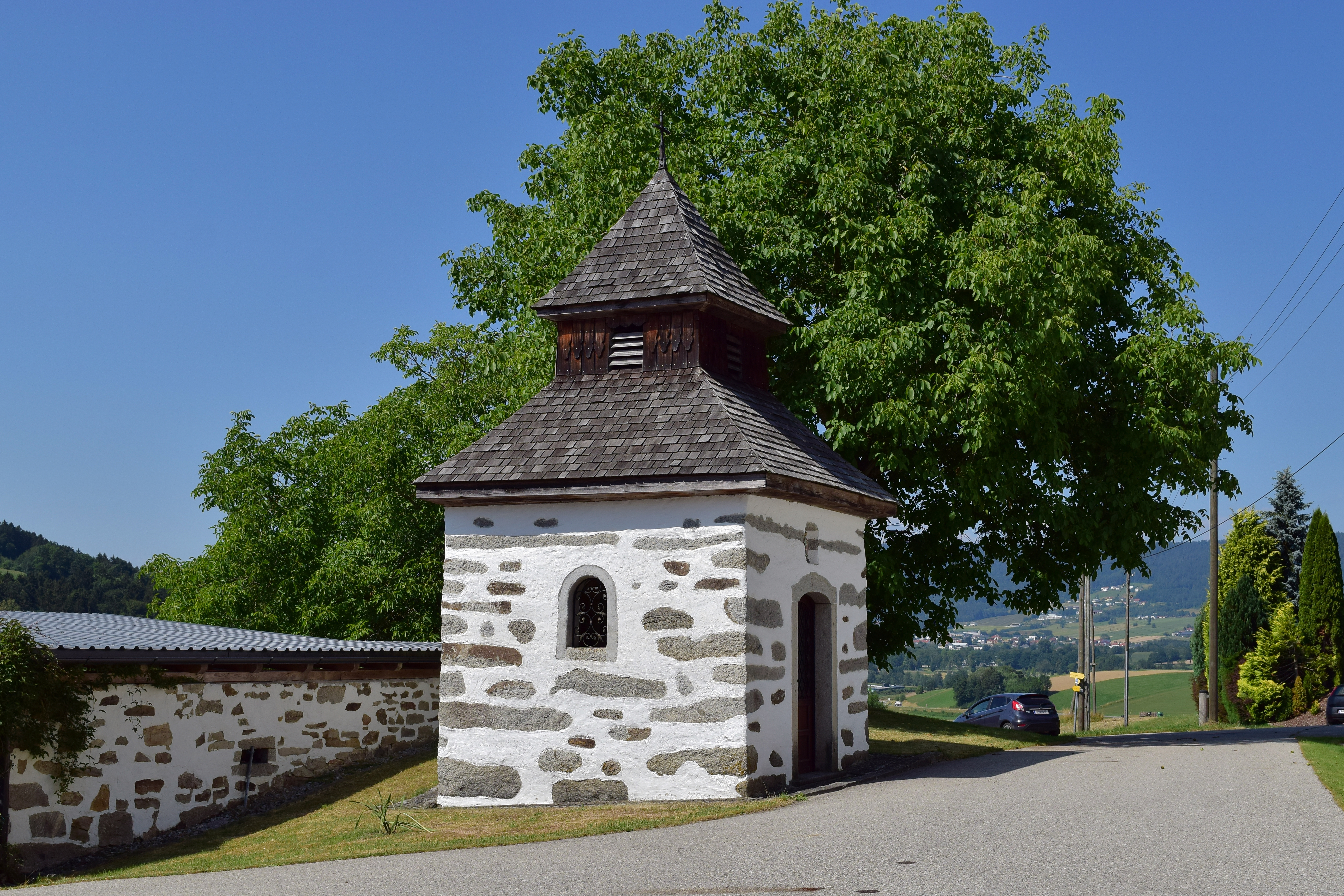
Denkmalgeschützte Dorfkapelle

Das Ortsbild ist von Bauten im Steinbloß-Stil geprägt. Dazu zählt die quadratische Dorfkapelle Katzing, die ebenso wie eine weitere Kapelle bei Katzing Nr. 4 im zweiten Viertel des 19. Jahrhunderts errichtet wurde. Das Reichelgut mit der Adresse Katzing Nr. 1 und der Hof Katzing Nr. 2 wurden beide urkundlich erstmals 1517 erwähnt und stammen in ihrer heutigen Form großteils aus dem 19. Jahrhundert. Die 1620 erstmals urkundliche erwähnte Neumühle mit der Adresse Katzing Nr. 4 und 5 ist eine dreiseitige Anlage mit Wohn- und Wirtschaftstrakten aus dem 18. und 19. Jahrhundert.

## Verkehr
Die Mühlkreisbahn führt durch das Gebiet von Katzing, hat aber keinen Halt. Die nächsten Halte sind Oepping und Schlägl.
Der Jakobsweg Oberes Mühlviertel und der Wanderweg Schlägler Rundweg führen durch Katzing.